# Actinodura ramsayi
Actinodura ramsayi е вид птица от семейство Leiothrichidae. Видът е незастрашен от изчезване.

## Разпространение
Разпространен е в Китай, Лаос, Мианмар, Тайланд и Виетнам.